# Prelog

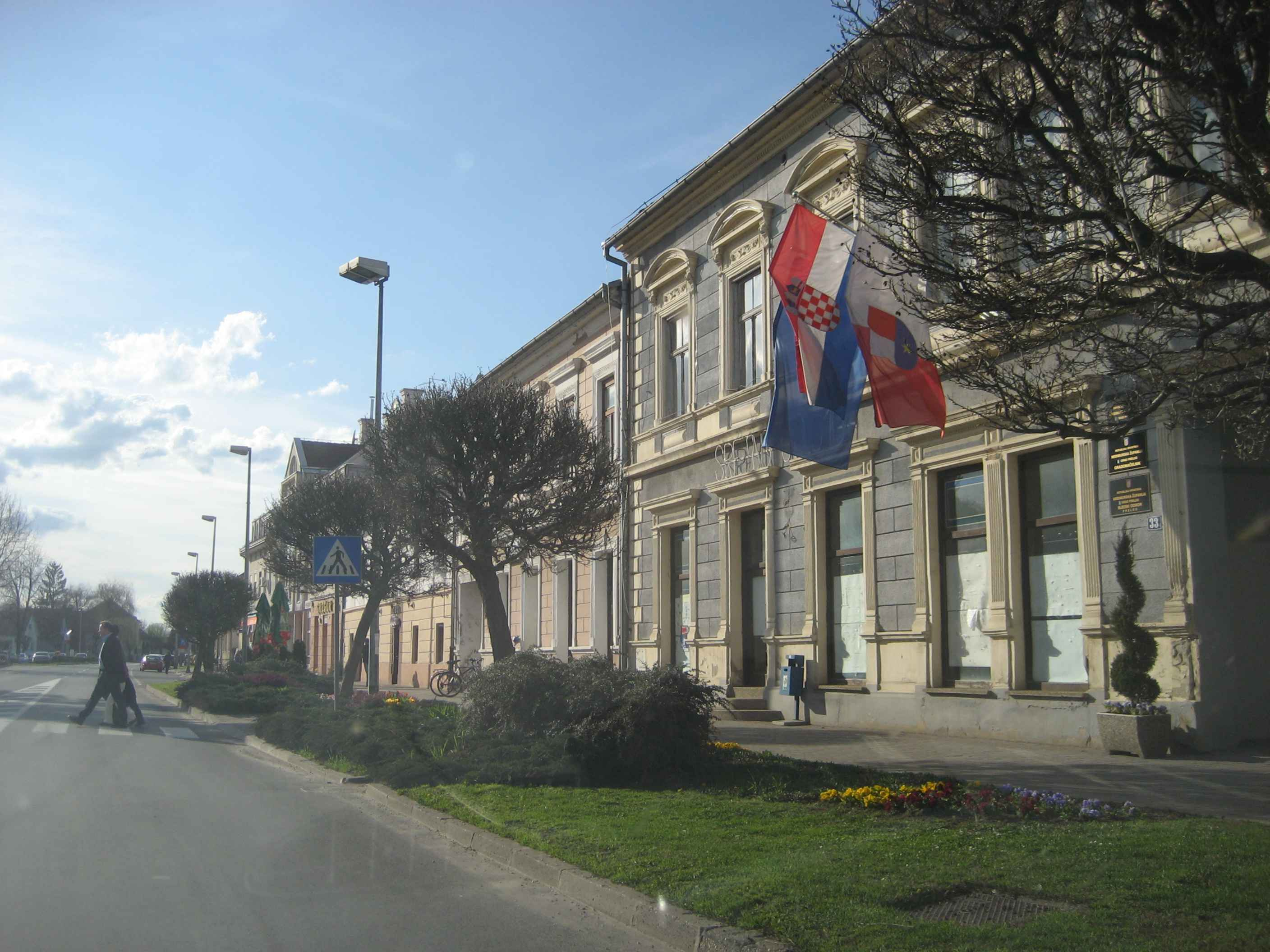
Prelog – Stadtmitte

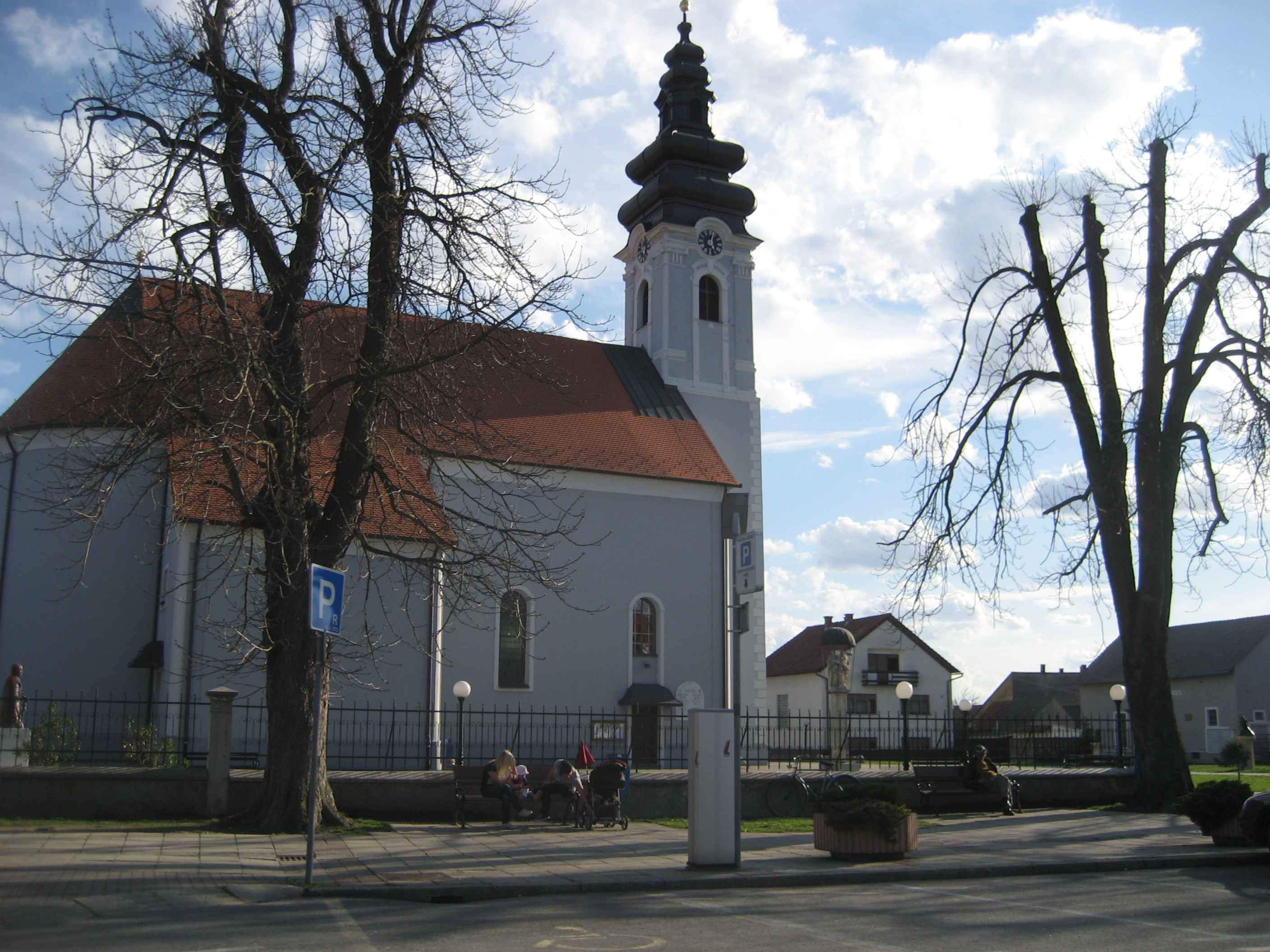
St.-Jakobs-Kirche

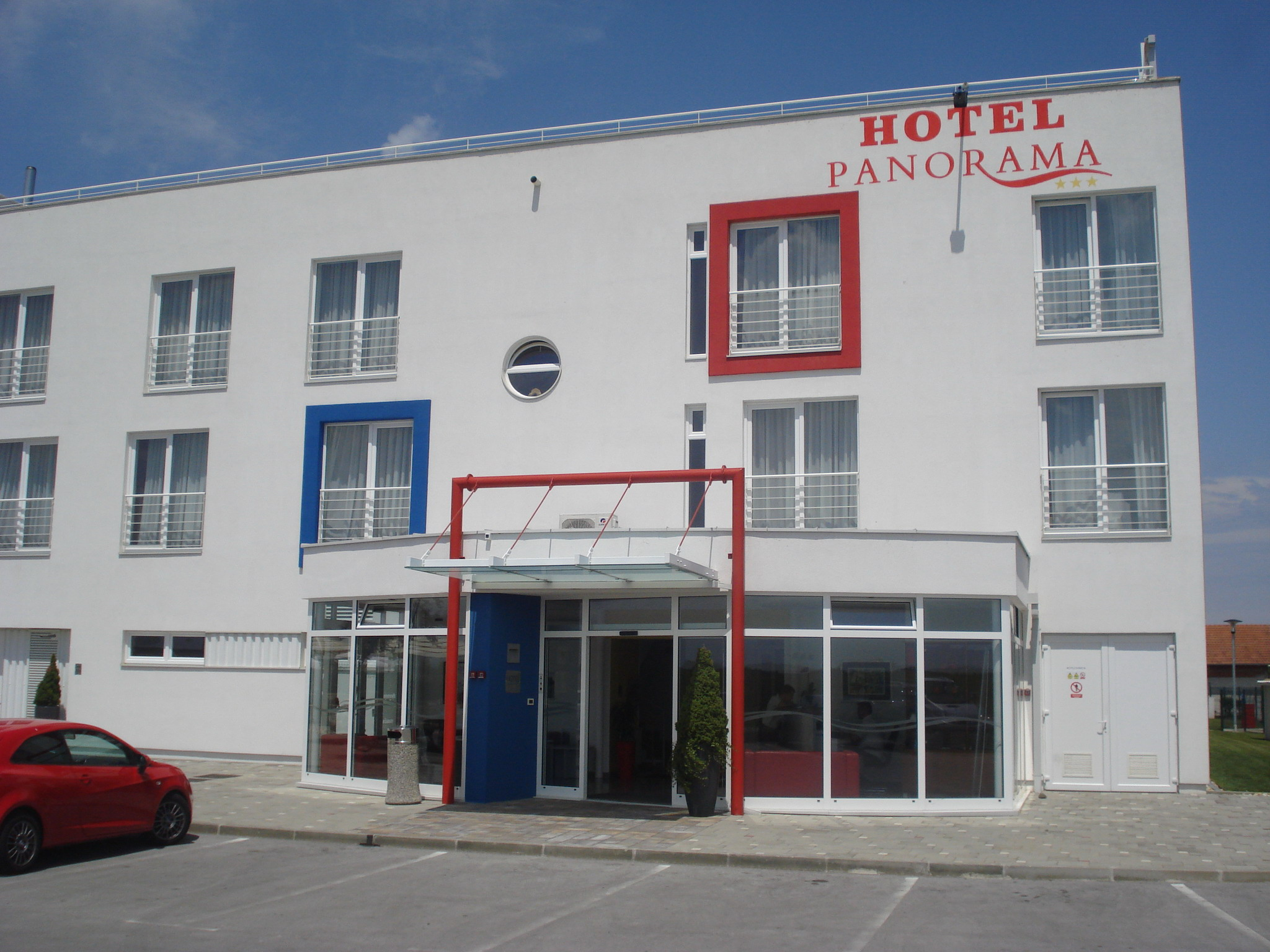
Hotel „Panorama“ befindet sich am Rande der Stadt

Prelog ist eine Stadt in Nordkroatien. Der Name Prelog (Prelak, Perlak, Perlok in Anlehnung an das kroatische Wort »Vlak« (Zug) bzw. die Dialektbegriffe vleči, vlačiti, prevlačiti) wird erstmals im Jahr 1264, in einer Urkunde von Roland Ratold erwähnt. Zum Andenken an das Jahr 1264 feiern die Bewohner jedes Jahr ein Stadtfest.

## Stadtsiedlungen
Die Stadt Prelog besteht aus 8 Siedlungen:
- Cirkovljan
- Čehovec
- Čukovec
- Draškovec
- Hemuševec
- Oporovec
- Otok
- Prelog

## Geographische Lage
Prelog liegt am linken Ufer des Flusses Drau und ist 15 km von der Stadt Čakovec entfernt.

## Einwohner
Nach der Volkszählung im Jahr 2001 hat die Stadt Prelog mit ihren Siedlungen 7781 Einwohner. Davon sind 3910 männliche Einwohner und 3961 weibliche. Die Stadt selbst hat 4288 Einwohner.

## Geschichte
Das heutige Međimurje wurde seit den 1260er Jahren Siedlungsgebiet der »königlichen Gäste« - weitgehend deutsche Handwerker, die sich auch in Subotica des Gutsherren Graf Lankret ansiedelten, die in diesem Gebiet das Handwerk und den Handel entwickeln und vorantreiben sollten. Graf Lankret musste einen Teil seines Anwesens abtreten und erhielt als Ablösung zwei Besitztümer, deren Gutsherren ohne Nachfahren verstarben. Dieser Tausch wurde vom kroatischen Ban Roland von Ratold und vom Bischof Paul von Vesprem durchgeführt. Die schriftliche Urkundenänderung erfolgte am 9. Dezember 1264. Drei Tage vorher, am 6. Dezember erließ Ban Roland eine weitere Vorschrift – das Urteil über das Gut Trnava. Hier findet Prelog das erste Mal seine schriftliche Erwähnung.
Im September 1480 hielt sich der kroatisch-ungarische König Matthias Corvinus in Prelog auf. Der Handelsplatz Prelog war seinerzeit verwaltungsmäßig gut organisiert, auch in der Zeit, als in Međimurje die Grafen Zrinski herrschten (1546–1691).
Seit Mitte des 18. Jh. gibt es in Prelog die Volksschule. Im Verlauf des 18. Jh. wurde in diesem Teil des Königreichs das Zentrallager für Steinsalz gegründet; danach als erste bekannte Manufaktur in Međimurje bis 1848 die erste Seidenfabrik.
1997 wurde Prelog vom kroatischen Parlament zur Stadt ernannt.

## Wirtschaft
Den größten Teil ihres Einkommens erwirtschaftet die Stadt Prelog durch Industrie (mehr als 50 %), den Rest durch Handel und Gastronomie (23 %), Landwirtschaft (18 %) sowie durch andere Wirtschaftsbereiche.
Die Stadt Prelog verfügt über eine ganze Reihe von staatlichen Einrichtungen und Verwaltungsbehörden, über ein Gemeinde- und Ordnungsamt, die Freiwillige Feuerwehr Prelog sowie über Schulen und mehrere Vereine. Touristisch spielt der Fluss Drau eine Rolle.
Die Wirtschaft spielte in Prelog durch Jahrhunderte seines Bestehens neben der Landwirtschaft die wichtigste Rolle. Prelog war daher lange Zeit der wirtschaftliche Mittelpunkt von Donje Međimurje. Die wichtigsten wirtschaftlichen Entwicklungsprozesse fanden in den letzten 40 Jahren statt. Neben größeren Unternehmen leisteten Kleinbetriebe ihren Beitrag zum Wirtschaftswachstum. Es wird viel exportiert vor allem nach Deutschland und Österreich.
Heute bilden viele namhafte Firmen die Industriezone von Prelog.

## Bildung
Für Kinder im Vorschulalter steht der Kindergarten Fijolica zur Verfügung. In Prelog bestehen die regionale Grundschule in Cirkovljan, die Grundschule und Hauptschule in Draškovec und die Mittelschule Prelog.

## Kultur
Neben dem im Jahr 2000 von Grund auf renovierten Kulturhaus gibt es in Prelog die Stadtbücherei, den Bauernverein Seljačka sloga, den Kunstverein von Donje Međimurje sowie den kürzlich gegründeten Kinderchor Maleni.

## Sport
In der Gemeinde wirken 25 verschiedene Sportvereine, u. a.
- Speedway Verein Prelog
- Handballverein RK Prelog
- Tennisverein TK Prelog
- Basketballverein KK Prelog
- Fußballvereine: NK Mladost, NK Čukovec 77 (Čukovec), NK Draškovec (Draškovec), NK Naprijed (Cirkovljan), NK Galeb (Oporovec), NK Otok (Otok), NK Start (Čehovec)